# Aleksandra Kucharska
Aleksandra Kucharska, född 23 april 1981 i Gdańsk i Folkrepubliken Polen (nu Polen), är en svensk tecknare och skulptör.
Aleksandra Kucharska utbildade sig på Munka konstskola i Munka Ljungby 2000–2002 och på Malmö konsthögskola 2002–2007.
Hon fick Ester Lindahls stipendium 2008 och Åke Andréns konstnärsstipendium 2014.
| ”                                                                   | Hennes uttryck, just nu framför allt teckning, är ett tunt membran. Under det vibrerar ett ungt liv som redan upplevt mycket, som samlat på sig erfarenheter som kan eller helt enkel måste förmedlas. En melankoli över någonting förlorat och en försiktig längtan efter någonting ännu okänt. Men också en stor nyfikenhet på de små skiftningarna som kan leda till stora förändringar. Tristessen och rutinen är inte så sällan en förutsättning för hennes nyskapande. | „ |
| – Ur juryns prismotivering för Åke Andréns konstnärsstipendium 2014 | |   |

Kucharska hade 2014 haft en rad utställningar, separat och i grupp, i Sverige och utomlands, i exempelvis Tyskland, Norge och Litauen samt på Teckningsmuseet i Laholm och Uppsala konstmuseum.